# 鐵路廣場站
鐵路廣場站（挪威語：Jernbanetorget stasjon）位於挪威奧斯陸，為奧斯陸地鐵共用隧道的車站。

## 車站概要
車站位於舊奧斯陸區，得名自奧斯陸中央車站的站前廣場。該站還與奧斯陸中央車站、奧斯陸巴士總站共同組成挪威最大的公共運輸交匯處。

### 地鐵站
在過去通往挪威議會站的路線開通前，該站一直是東部路線（即通往韋斯特利站、埃林斯呂多森站、貝格克呂斯塔倫站及莫滕斯呂站的路線）的始發站。 

### 電車站
車站分為兩部分：一個位於奧斯陸中央車站的北側（11、17、18路電車停靠），另一個位在西側（12、13、19路電車停靠）。

## 車站歷史
1966年5月22日，隨著通往布林森站的共用隧道通車。1977年1月9日，通往挪威議會站的共用隧道貫通，象徵著奧斯陸東西兩側地鐵系統的整合。

## 車站結構
地鐵站體位於地下，共有5個出口。

### 車站出口
- 東北向：位於中央車站北側，靠近奧斯陸巴士總站（英语：Oslo Bus Terminal）及奧斯陸城購物中心。
- 東南向：又分為2個出口－一個在中央車站站內，一個在鐵路廣場的北側、中央車站西側。
- 西北向：靠近皇家克里斯汀娜酒店及北側電車站。
- 西南向：靠近歐盟廣場及西側電車站。

## 鄰近車站
| 终点站       | 前一站     | 鐵路廣場站 | 鐵路廣場站                    | 鐵路廣場站 | 後一站   | 终点站         |
| ------------ | ---------- | ---------- | ----------------------------- | ---------- | -------- | -------------- |
| 弗隆纳塞特伦 | 挪威議會站 |            | 弗隆納塞特倫—貝格克呂斯塔倫線 |            | 格倫蘭站 | 貝格克呂斯塔倫 |
| 厄斯特罗斯   | 挪威議會站 |            | 厄斯特羅斯—埃林斯呂多森線     |            | 格倫蘭站 | 埃林斯呂多森   |
| 庫爾索斯     | 挪威議會站 |            | 庫爾索斯—莫滕斯呂線           |            | 格倫蘭站 | 莫滕斯呂       |
| 韋斯特利     | 挪威議會站 |            | 韋斯特利—貝格克呂斯塔倫線     |            | 格倫蘭站 | 贝格克吕斯塔伦 |
| 松恩湖       | 挪威議會站 |            | 松恩湖—韋斯特利線             |            | 格倫蘭站 | 韋斯特利       |

## 外部連結
维基共享资源上的相關多媒體資源：鐵路廣場站